# Prugnanes
Prugnanes  est une commune française, située dans le nord du département des Pyrénées-Orientales en région Occitanie. Ses habitants sont appelés les Prugnanols, en occitan les Prunhanòls. Sur le plan historique et culturel, la commune est dans le Fenouillèdes, une dépression allongée entre les Corbières et les massifs pyrénéens recouvrant la presque totalité du bassin de l'Agly.
Exposée à un climat océanique altéré, elle est drainée par la Boulzane et par deux autres cours d'eau. La commune possède un patrimoine naturel remarquable : un site Natura 2000 (les « Basses Corbières ») et une zone naturelle d'intérêt écologique, faunistique et floristique.
Prugnanes est une commune rurale qui compte 97 habitants en 2022, après avoir connu un pic de population de 218 habitants en 1821.  Ses habitants sont appelés les Prugnanols ou  Prugnanoles.

## Géographie

### Localisation
La commune de Prugnanes se trouve dans le département des Pyrénées-Orientales, en région Occitanie.
Elle se situe à 40 km à vol d'oiseau de Perpignan, préfecture du département, à 23 km de Prades, sous-préfecture, et à 36 km de Rivesaltes, bureau centralisateur du canton de la Vallée de l'Agly dont dépend la commune depuis 2015 pour les élections départementales.
La commune fait en outre partie du bassin de vie de Quillan.
Les communes les plus proches sont : 
Camps-sur-l'Agly (3,9 km), Fosse (4,0 km), Cubières-sur-Cinoble (4,7 km), Caudiès-de-Fenouillèdes (4,9 km), Saint-Martin-de-Fenouillet (5,2 km), Fenouillet (5,6 km), Saint-Paul-de-Fenouillet (6,1 km), Le Vivier (6,1 km).
Sur le plan historique et culturel, Prugnanes fait partie du Fenouillèdes, une dépression allongée entre les Corbières et les massifs pyrénéens recouvrant la presque totalité du bassin de l'Agly. Ce territoire est culturellement une zone de langue occitane.

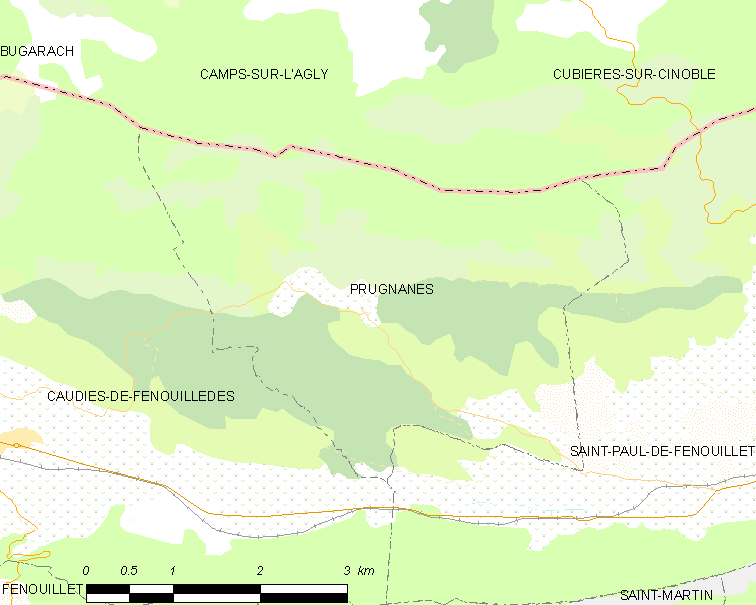
Situation de la commune

|                         | Camps-sur-l'Agly (Aude) | Cubières-sur-Cinoble (Aude) |
| Caudiès-de-Fenouillèdes | Prugnanes               | Saint-Paul-de-Fenouillet    |
|                         |                         |                             |

### Géologie et relief
Le territoire communal repose sur des terrains  sédimentaires de l'ère secondaire. Il fait partie d'une structure géologique exceptionnelle: le synclinal du Fenouillèdes, une vallée évidée  dans des marnes et des schistes (albien) et encadrée de falaises calcaires (urgonien).
Sur un dénivelé de six cents mètres, le paysage offre donc au regard du nord au sud et du plus haut au plus bas :
- les hauteurs de la serre: grands espaces déserts où dominent une garrigue clairsemée et un relief karstique: avens, grottes, dolines, lapiaz ;
- le flanc de la serre, descente abrupte de 400 m environ, où alternent les falaises, les éboulis, un sol tourmenté où s'accrochent les chênes kermès et la sabine ;
- les collines brunes, caillouteuses, ravinées, couvertes d'un mattoral, de chênes verts, de pins. Entre ces collines se nichent le village et quelques surfaces arables, anciennement dédiées à la vigne et aujourd'hui  en friche ou consacrées à la pâture ;
- la brève rive gauche de la Boulzane, assez plane pour avoir permis l'aménagement de  parcelles cultivables régulières de vignes.

La commune est classée en zone de sismicité 3, correspondant à une sismicité modérée.

### Hydrographie
Les différents cours d'eau de la commune sont tous des affluents de la Boulzane sur sa rive gauche, elle-même affluent de l'Agly. Le cours de la Boulzane longe la limite sud du territoire communal au lieu-dit Pichateu. en aval de Caudiès-de Fenouillèdes et en amont de Saint-Paul- de- Fenouillet.
Les deux principaux cours d'eau présents sur la commune de Prugnanes et orientés du nord vers le sud  sont les suivants, de l'ouest vers l'est :
- le ravin du Marseillé ou de la Pastière, qui constitue une partie de la limite occidentale de la commune avec Caudiès-de-Fenouillèdes ;
- le ravin de Las Illes, qui passe à proximité du village de Prugnanes lui-même ;
- leur régime hydrographique est très variable, de type méditerranéen, et soumis à des émergences  temporaires  d'exsurgences  de trop-plein du réseau karstique.

### Climat
Pour des articles plus généraux, voir Climat de l'Occitanie et Climat des Pyrénées-Orientales.
En 2010, le climat de la commune est de type climat du Bassin du Sud-Ouest, selon une étude du CNRS s'appuyant sur une série de données couvrant la période 1971-2000. En 2020, Météo-France publie une typologie des climats de la France métropolitaine dans laquelle la commune est exposée à un climat de montagne ou de marges de montagne et est dans la région climatique Pyrénées orientales, caractérisée par une faible pluviométrie, un très bon ensoleillement (2 600 h/an), un air sec, particulièrement en hiver et peu de brouillards.
Pour la période 1971-2000, la température annuelle moyenne est de 13,1 °C, avec une amplitude thermique annuelle de 15 °C. Le cumul annuel moyen de précipitations est de 836 mm, avec 8,2 jours de précipitations en janvier et 4,5 jours en juillet. Pour la période 1991-2020, la température moyenne annuelle observée sur la station météorologique la plus proche, située sur la commune de Saint-Paul-de-Fenouillet à 6 km à vol d'oiseau, est de 14,7 °C et le cumul annuel moyen de précipitations est de 765,9 mm,. Pour l'avenir, les paramètres climatiques de la commune estimés pour 2050 selon différents scénarios d’émission de gaz à effet de serre sont consultables sur un site dédié publié par Météo-France en novembre 2022.

### Milieux naturels et biodiversité

#### Réseau Natura 2000

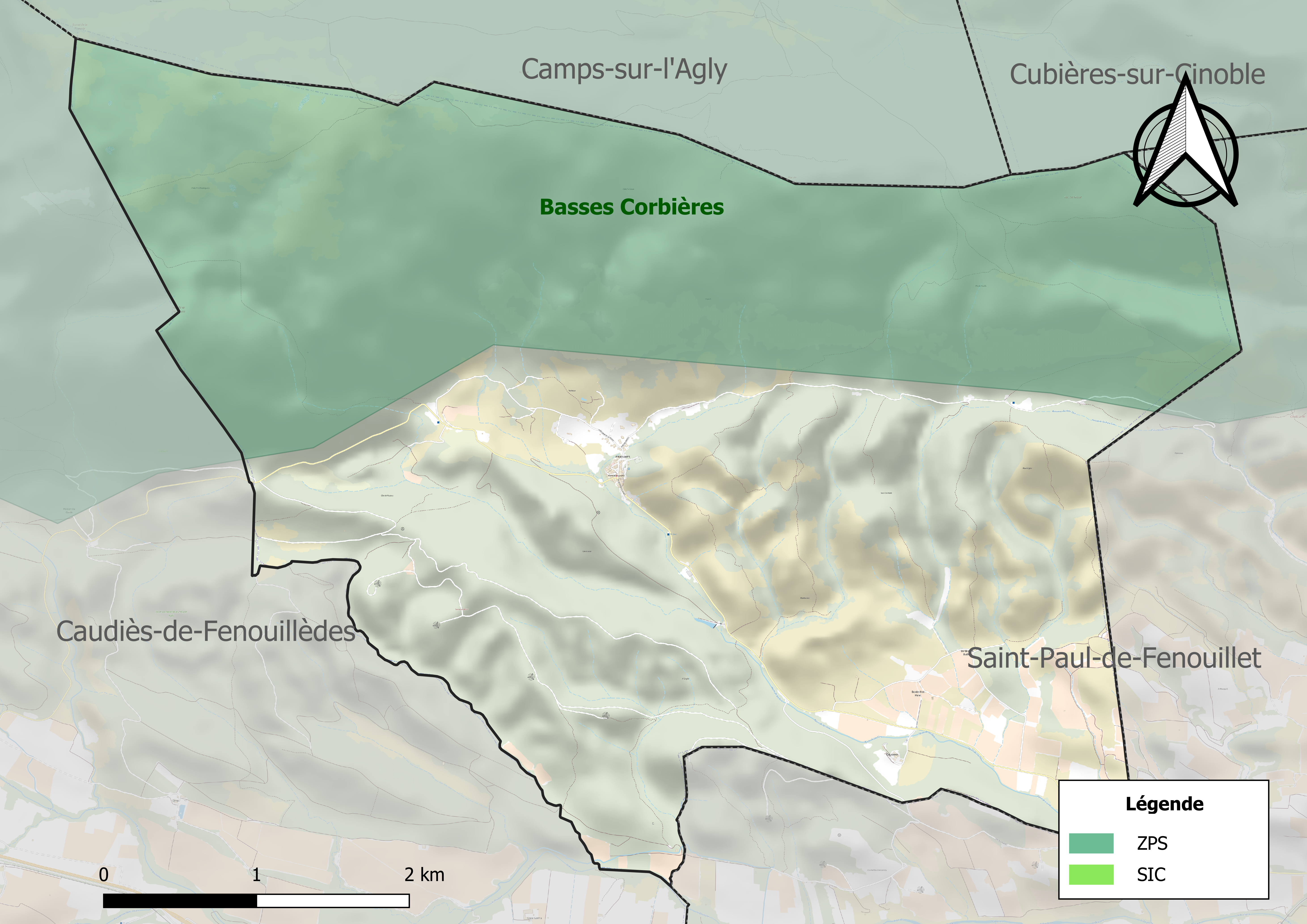
Sites Natura 2000 sur le territoire communal.

Le réseau Natura 2000 est un réseau écologique européen de sites naturels d'intérêt écologique élaboré à partir des directives habitats et oiseaux, constitué de zones spéciales de conservation (ZSC) et de zones de protection spéciale (ZPS).
Un site Natura 2000 a été défini sur la commune au titre  de la directive oiseaux : 0, d'une superficie de 29 495 ha, sont un site important pour la conservation des rapaces : l'Aigle de Bonelli, l'Aigle royal, le Grand-duc d’Europe, le Circaète Jean-le-Blanc, le Faucon pèlerin, le Busard cendré, l'Aigle botté.

#### Zones naturelles d'intérêt écologique, faunistique et floristique

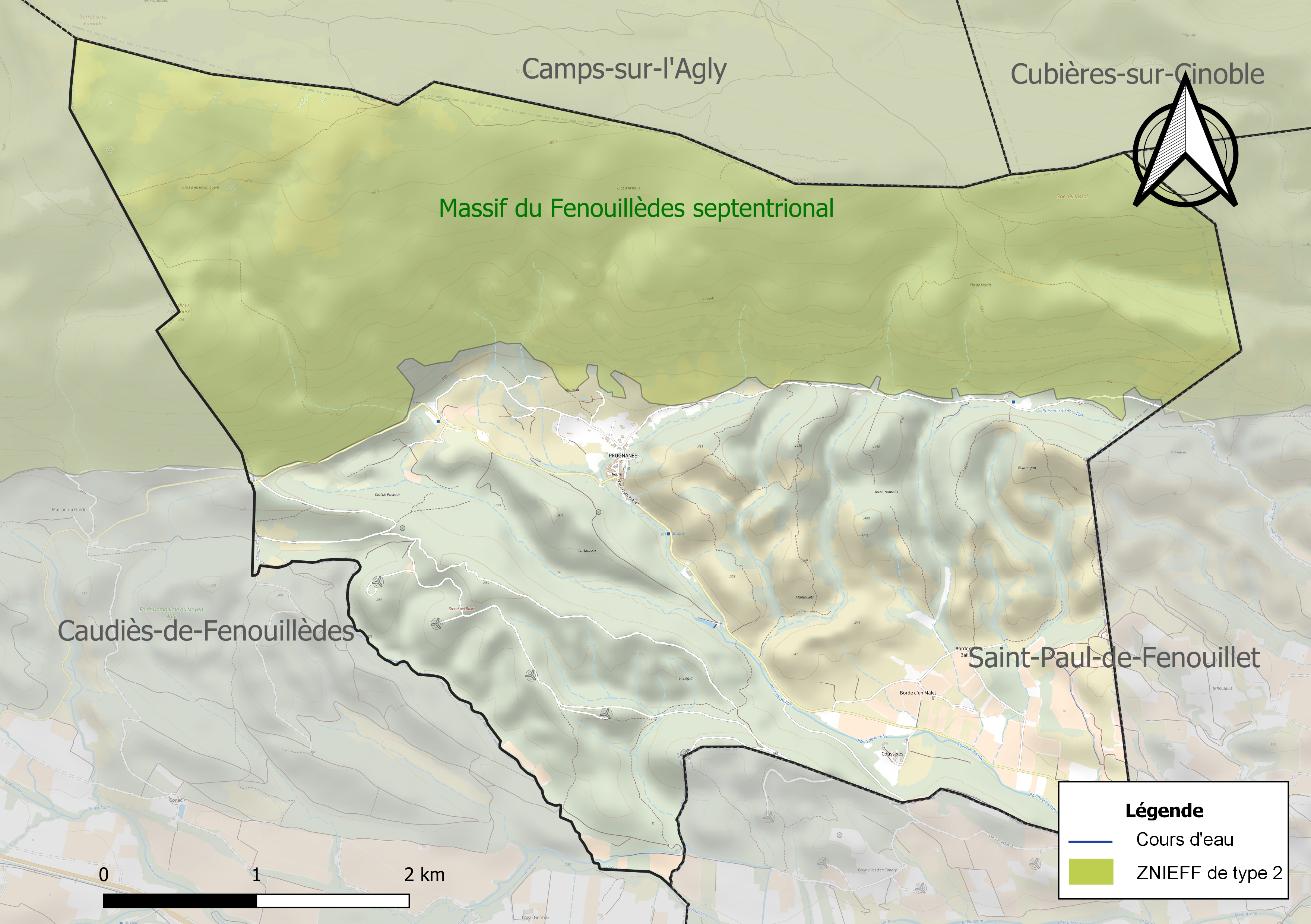
Carte de la ZNIEFF de type 2 localisée sur la commune.

L’inventaire des zones naturelles d'intérêt écologique, faunistique et floristique (ZNIEFF) a pour objectif de réaliser une couverture des zones les plus intéressantes sur le plan écologique, essentiellement dans la perspective d’améliorer la connaissance du patrimoine naturel national et de fournir aux différents décideurs un outil d’aide à la prise en compte de l’environnement dans l’aménagement du territoire.
Une ZNIEFF de type 2 est recensée sur la commune :
le « massif du Fenouillèdes septentrional » (14 046 ha), couvrant 14 communes dont neuf dans l'Aude et cinq dans les Pyrénées-Orientales.

## Urbanisme

### Typologie
Au 1er janvier 2024, Prugnanes est catégorisée commune rurale à habitat dispersé, selon la nouvelle grille communale de densité à sept niveaux définie par l'Insee en 2022.
Elle est située hors unité urbaine et hors attraction des villes,.

### Occupation des sols
L'occupation des sols de la commune, telle qu'elle ressort de la base de données européenne d’occupation biophysique des sols Corine Land Cover (CLC), est marquée par l'importance des forêts et milieux semi-naturels (91 % en 2018), en augmentation par rapport à 1990 (88,8 %). La répartition détaillée en 2018 est la suivante : 
forêts (52,1 %), milieux à végétation arbustive et/ou herbacée (38,9 %), cultures permanentes (6,5 %), zones agricoles hétérogènes (2,5 %). L'évolution de l’occupation des sols de la commune et de ses infrastructures peut être observée sur les différentes représentations cartographiques du territoire : la carte de Cassini (XVIIIe siècle), la carte d'état-major (1820-1866) et les cartes ou photos aériennes de l'IGN pour la période actuelle (1950 à aujourd'hui).

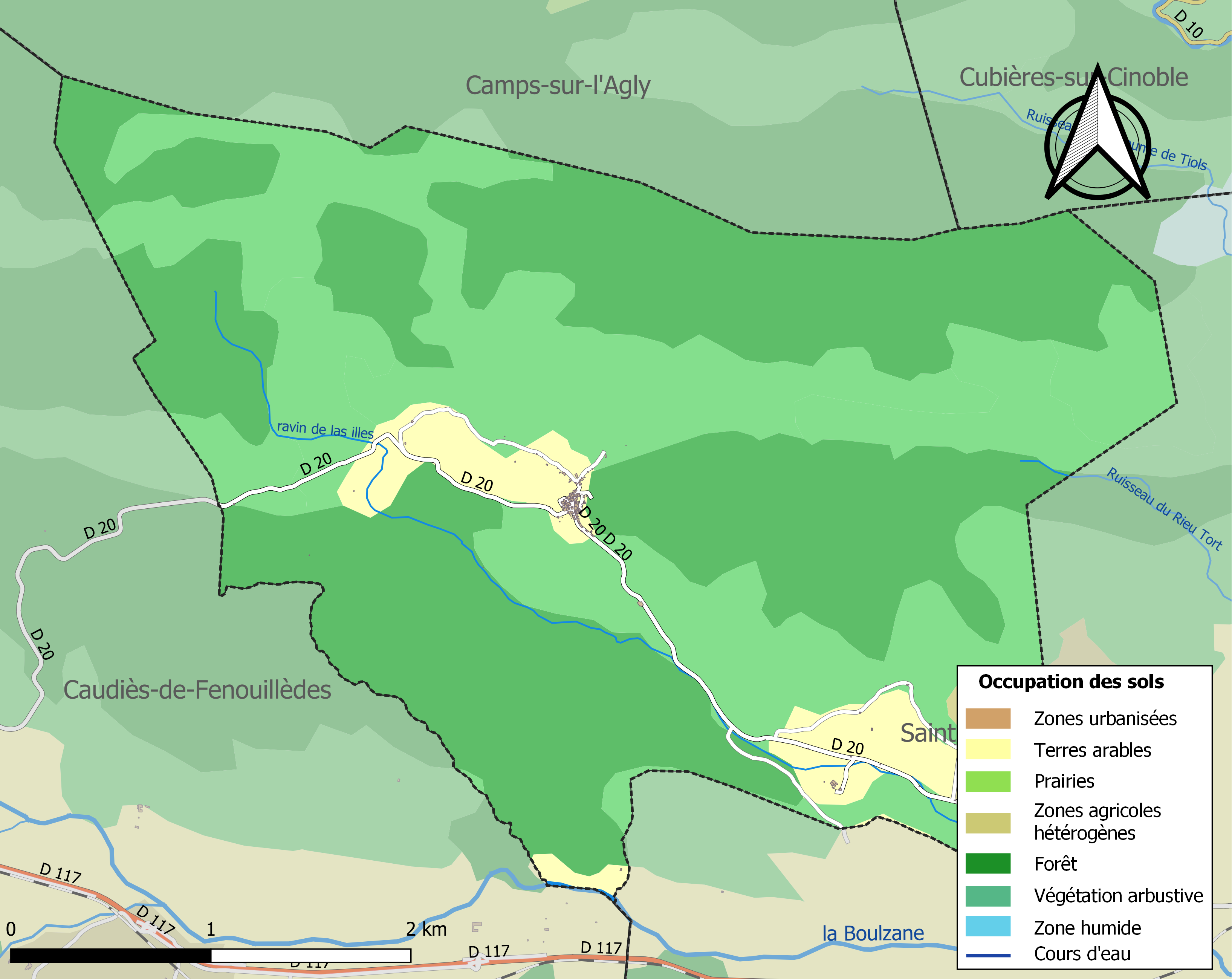
Carte des infrastructures et de l'occupation des sols de la commune en 2018 (CLC).

### Voies de communication et transports
La route principale sur la commune est la route départementale D20, en provenance à l'ouest de Caudiès-de-Fenouillèdes et qui continue, après avoir traversé le village, en direction du sud vers la D117 et Saint-Paul-de-Fenouillet.
Prugnanes est également traversée par différents chemins de randonnée, parmi lesquels figurent orientés de l'ouest vers l'est, le GR36 sur les crêtes et, un peu plus au sud, la variante sud du sentier Cathare. Ces deux sentiers sont situés au nord du village.

### Risques majeurs
Le territoire de la commune de Prugnanes est vulnérable à différents aléas naturels : inondations, climatiques (grand froid ou canicule), feux de forêts, mouvements de terrains et séisme (sismicité modérée),.
Certaines parties du territoire communal sont susceptibles d’être affectées par le risque d’inondation par crue torrentielle de cours d'eau du bassin de l'Agly.
Les mouvements de terrains susceptibles de se produire sur la commune sont soit des mouvements liés au retrait-gonflement des argiles, soit des glissements de terrains, soit des chutes de blocs, soit des effondrements liés à des cavités souterraines. Une cartographie nationale de l'aléa retrait-gonflement des argiles permet de connaître les sols argileux ou marneux susceptibles vis-à-vis de ce phénomène. L'inventaire national des cavités souterraines permet par ailleurs de localiser celles situées sur la commune.

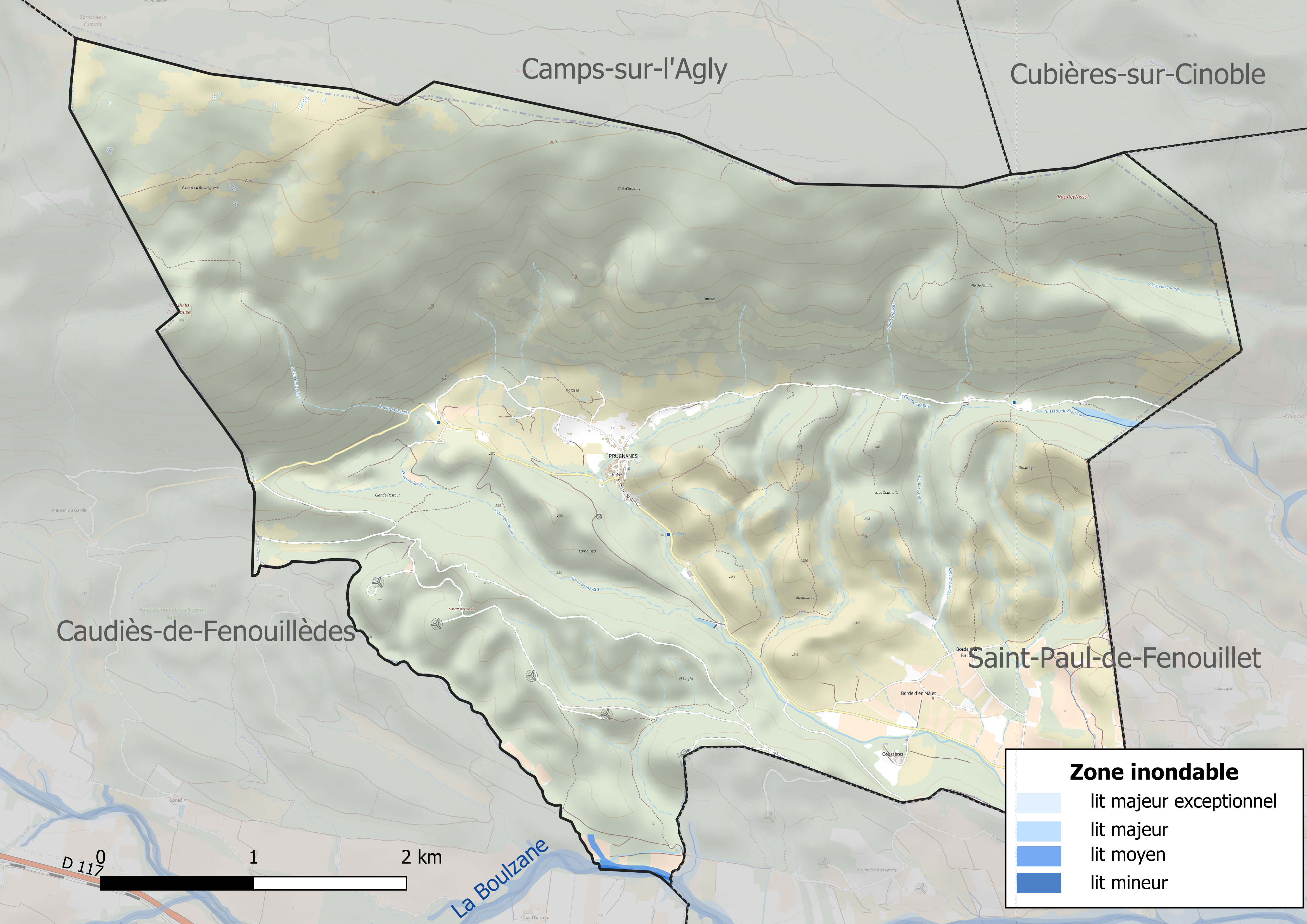
Carte des zones inondables.
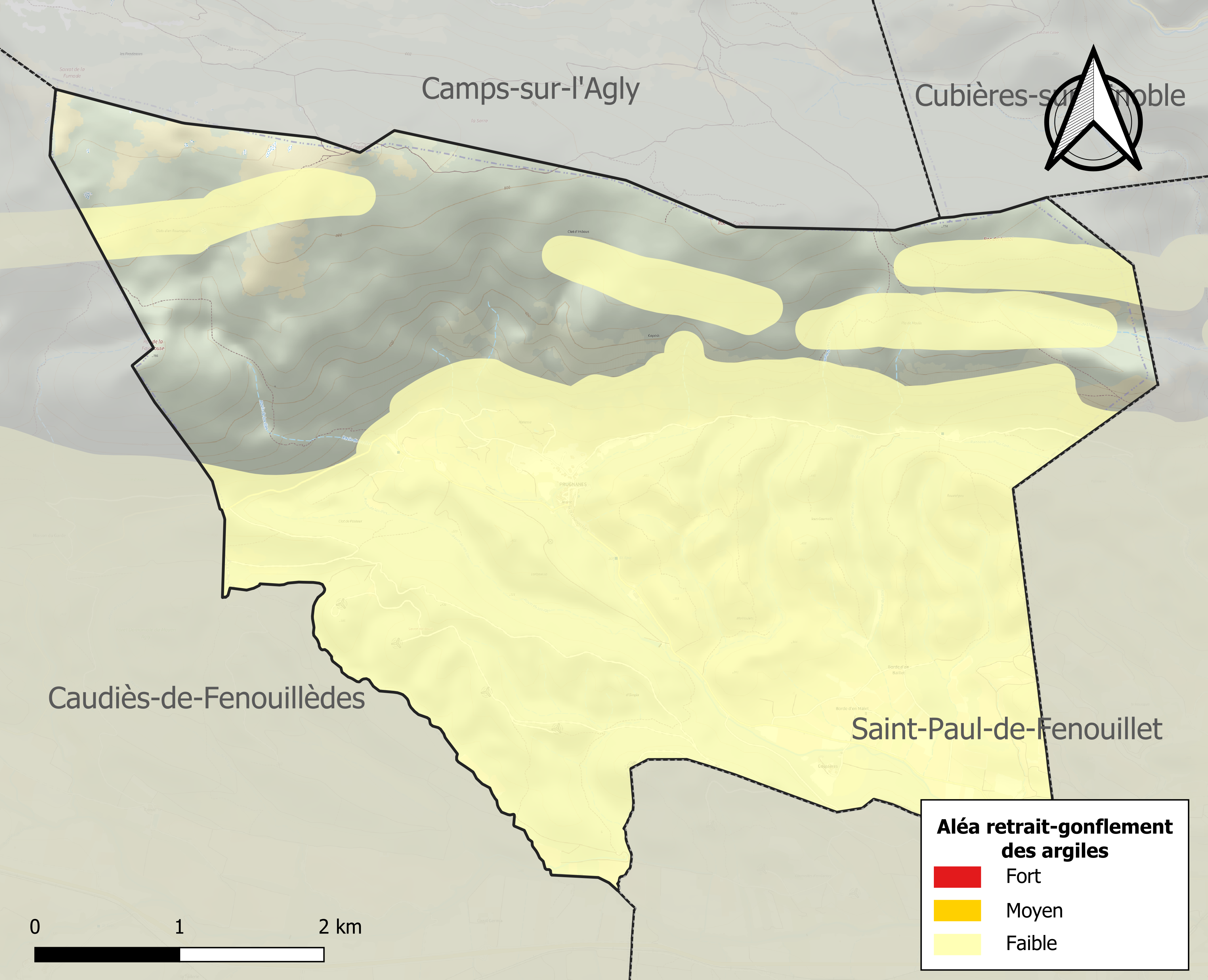
Carte des zones d'aléa retrait-gonflement des argiles.

## Toponymie
En occitan, le nom de la commune est Prunhanas.

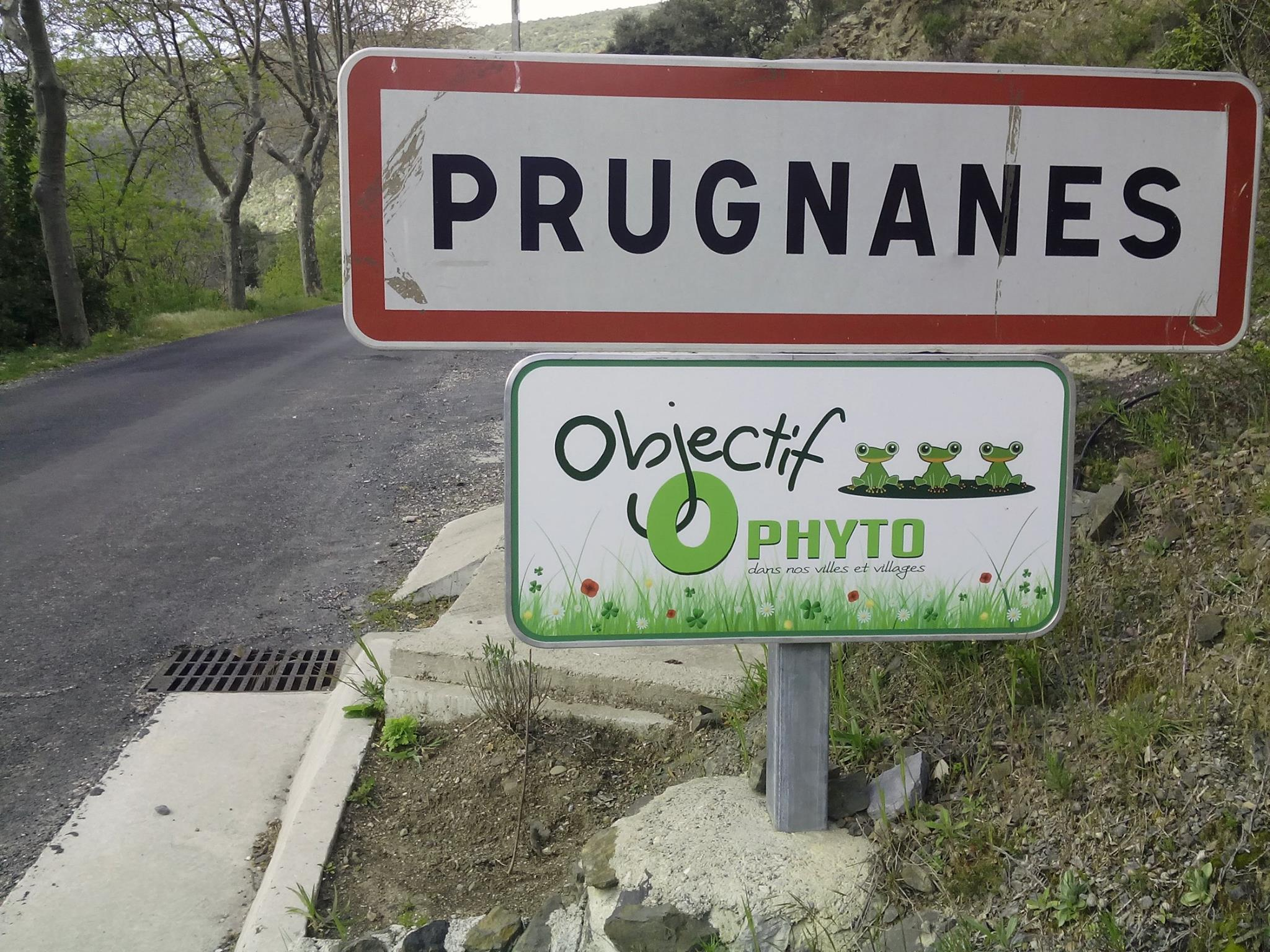
Panneau d'entrée de Prugnanes

### Administration municipale

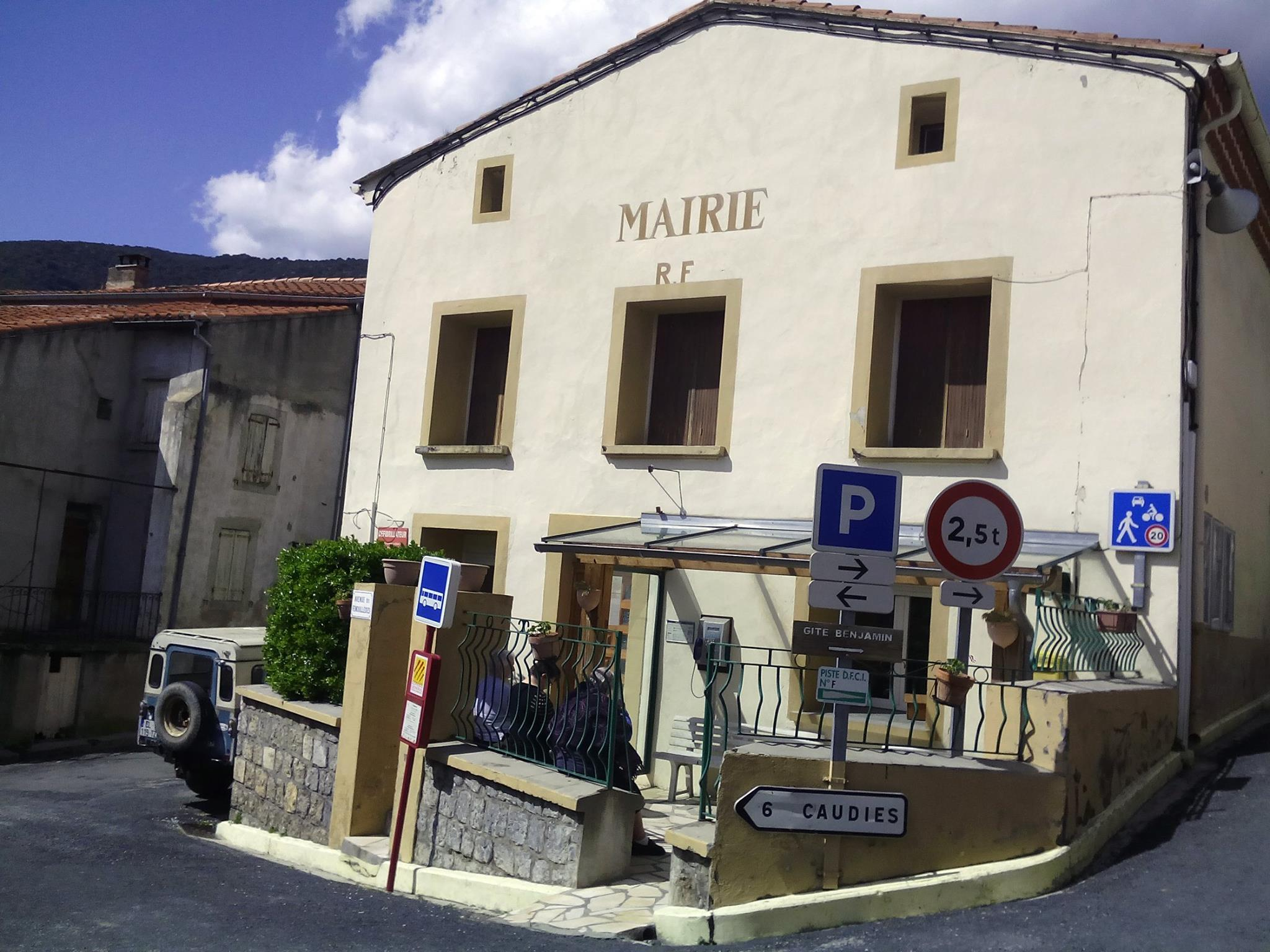
La mairie

## Politique et administration

### Liste des maires
| Période   | Période   | Identité             | Étiquette | Qualité |
| --------- | --------- | -------------------- | --------- | ------- |
|           |           |                      |           |         |
| 1995      | mars 2008 | Roger Frèche         |           |         |
| mars 2008 | mars 2014 | Daniel Riehl         |           |         |
| mars 2014 | En cours  | Pierre-Henri Bintein |           |         |

## Population et société

### Démographie ancienne
La population est exprimée en nombre de feux (f) ou d'habitants (H).
| 1693 | 1720 | 1774 | 1789 |
| ---- | ---- | ---- | ---- |
| 18 f | 16 f | 21 f | 28 f |

### Démographie contemporaine
L'évolution du nombre d'habitants est connue à travers les recensements de la population effectués dans la commune depuis 1793. Pour les communes de moins de 10 000 habitants, une enquête de recensement portant sur toute la population est réalisée tous les cinq ans, les populations de référence des années intermédiaires étant quant à elles estimées par interpolation ou extrapolation. Pour la commune, le premier recensement exhaustif entrant dans le cadre du nouveau dispositif a été réalisé en 2008.

En 2022, la commune comptait 97 habitants, en évolution de −8,49 % par rapport à 2016 (Pyrénées-Orientales : +3,92 %, France hors Mayotte : +2,11 %).
| 1793 | 1800 | 1806 | 1821 | 1831 | 1836 | 1841 | 1846 | 1851 |
| ---- | ---- | ---- | ---- | ---- | ---- | ---- | ---- | ---- |
| 158  | 169  | 196  | 218  | 193  | 211  | 195  | 202  | 204  |

| 1856 | 1861 | 1866 | 1872 | 1876 | 1881 | 1886 | 1891 | 1896 |
| ---- | ---- | ---- | ---- | ---- | ---- | ---- | ---- | ---- |
| 201  | 199  | 205  | 190  | 180  | 183  | 163  | 155  | 164  |

| 1901 | 1906 | 1911 | 1921 | 1926 | 1931 | 1936 | 1946 | 1954 |
| ---- | ---- | ---- | ---- | ---- | ---- | ---- | ---- | ---- |
| 165  | 157  | 167  | 145  | 134  | 138  | 140  | 114  | 108  |

| 1962 | 1968 | 1975 | 1982 | 1990 | 1999 | 2006 | 2008 | 2013 |
| ---- | ---- | ---- | ---- | ---- | ---- | ---- | ---- | ---- |
| 103  | 85   | 79   | 65   | 55   | 69   | 96   | 104  | 100  |

| 2018 | 2022 | - | - | - | - | - | - | - |
| ---- | ---- | - | - | - | - | - | - | - |
| 102  | 97   | - | - | - | - | - | - | - |

| selon la population municipale des années : | 1968 | 1975 | 1982 | 1990 | 1999 | 2006 | 2009 | 2013 |
| Rang de la commune dans le département      | 181  | 187  | 173  | 192  | 190  | 183  | 175  | 184  |
| Nombre de communes du département           | 232  | 217  | 220  | 225  | 226  | 226  | 226  | 226  |

### Manifestations culturelles et festivités
- Fête patronale : 19 mars[36] ou 11 novembre (Saint Martin)[réf. nécessaire] ;
- Fête communale : 1er septembre[36].

## Économie

### Emploi
|                | 2008   | 2013   | 2018   |
| -------------- | ------ | ------ | ------ |
| Commune        | 17,2 % | 15,3 % | 15 %   |
| Département    | 10,3 % | 12,9 % | 13,3 % |
| France entière | 8,3 %  | 10 %   | 10 %   |

En 2018, la population âgée de 15 à 64 ans s'élève à 60 personnes, parmi lesquelles on compte 73,3 % d'actifs (58,3 % ayant un emploi et 15 % de chômeurs) et 26,7 % d'inactifs,. Depuis 2008, le taux de chômage communal (au sens du recensement) des 15-64 ans est supérieur à celui de la France et du département.
La commune est hors attraction des villes,. Elle compte 26 emplois en 2018, contre 15 en 2013 et 13 en 2008. Le nombre d'actifs ayant un emploi résidant dans la commune est de 35, soit un indicateur de concentration d'emploi de 74 % et un taux d'activité parmi les 15 ans ou plus de 51,8 %.
Sur ces 35 actifs de 15 ans ou plus ayant un emploi, 18 travaillent dans la commune, soit 51 % des habitants. Pour se rendre au travail, 85,7 % des habitants utilisent un véhicule personnel ou de fonction à quatre roues, 2,9 % s'y rendent en deux-roues, à vélo ou à pied et 11,4 % n'ont pas besoin de transport (travail au domicile).

### Activités hors agriculture
6 établissements sont implantés  à Prugnanes au 31 décembre 2019.
Le secteur du commerce de gros et de détail, des transports, de l'hébergement et de la restauration est prépondérant sur la commune puisqu'il représente 33,3 % du nombre total d'établissements de la commune (2 sur les 6 entreprises implantées  à Prugnanes), contre 30,5 % au niveau départemental.

### Agriculture
|               | 1988 | 2000 | 2010 | 2020 |
| ------------- | ---- | ---- | ---- | ---- |
| Exploitations | 14   | 3    | 2    | 2    |
| SAU (ha)      | 36   | 9    | 39   | 47   |

La commune est dans les Fenouillèdes », une petite région agricole occupant le nord-ouest  du département des Pyrénées-Orientales. En 2020, l'orientation technico-économique de l'agriculture  sur la commune est la viticulture. Deux exploitations agricoles ayant leur siège dans la commune sont dénombrées lors du recensement agricole de 2020 (14 en 1988). La superficie agricole utilisée est de 47 ha,,.

## Culture locale et patrimoine

### Monuments et lieux touristiques
Monuments de Prugnanes :
- église paroissiale Saint-Martin de Prugnanes : XVIIe siècle ; Retable du maître-autel : XIXe siècle ;
- fontaine de 1854 ;
- pierres datées du XVIIIe siècle ;
- ancienne maison avec tour ;
- pont ancien dit Pont romain ou Pont vieux.[réf. nécessaire]

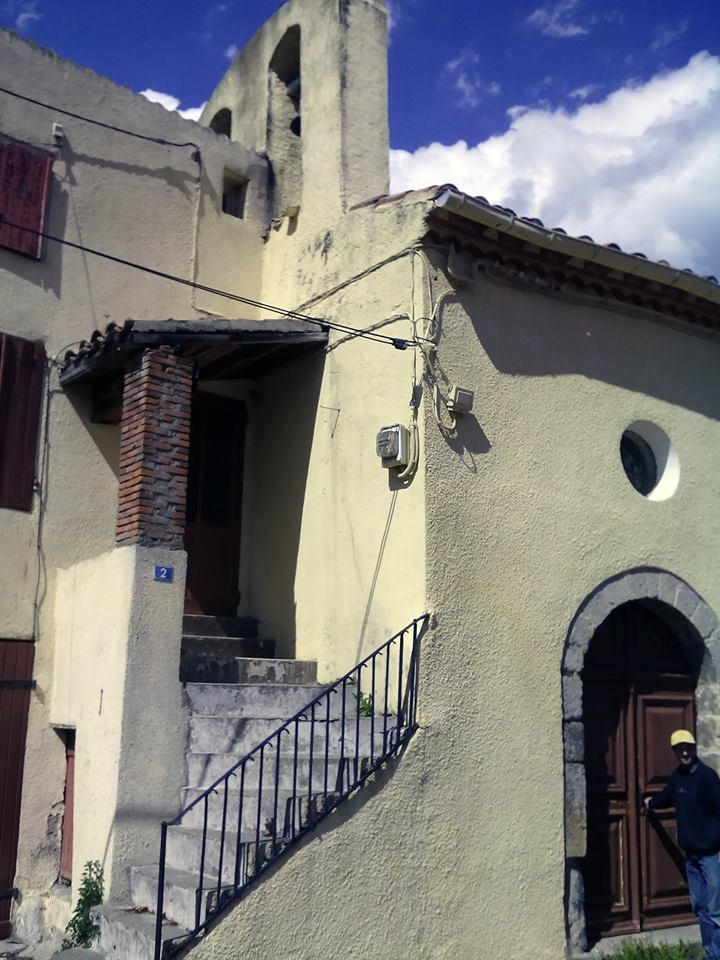
Vue de l'église.
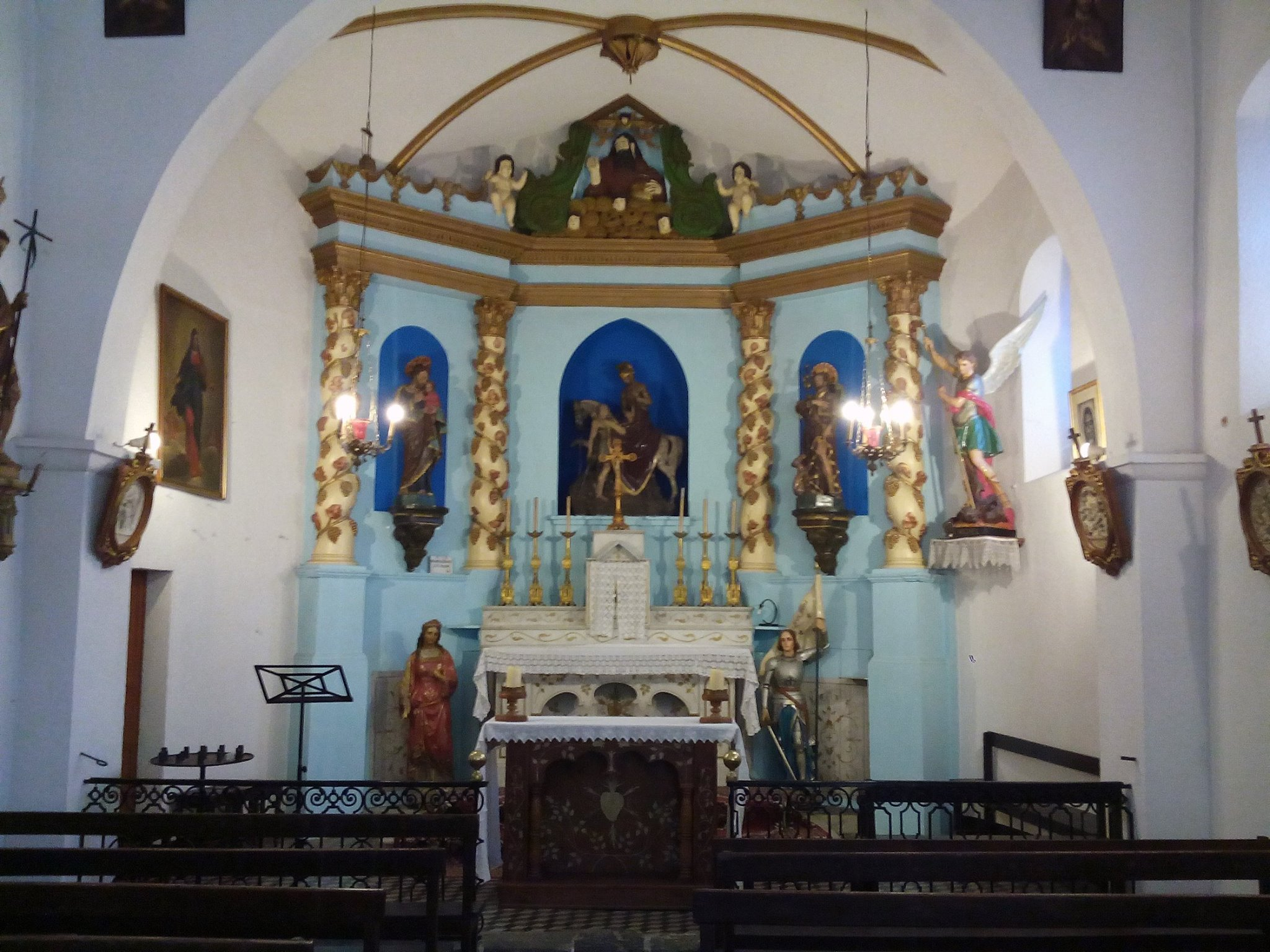
L'intérieur de l'église.
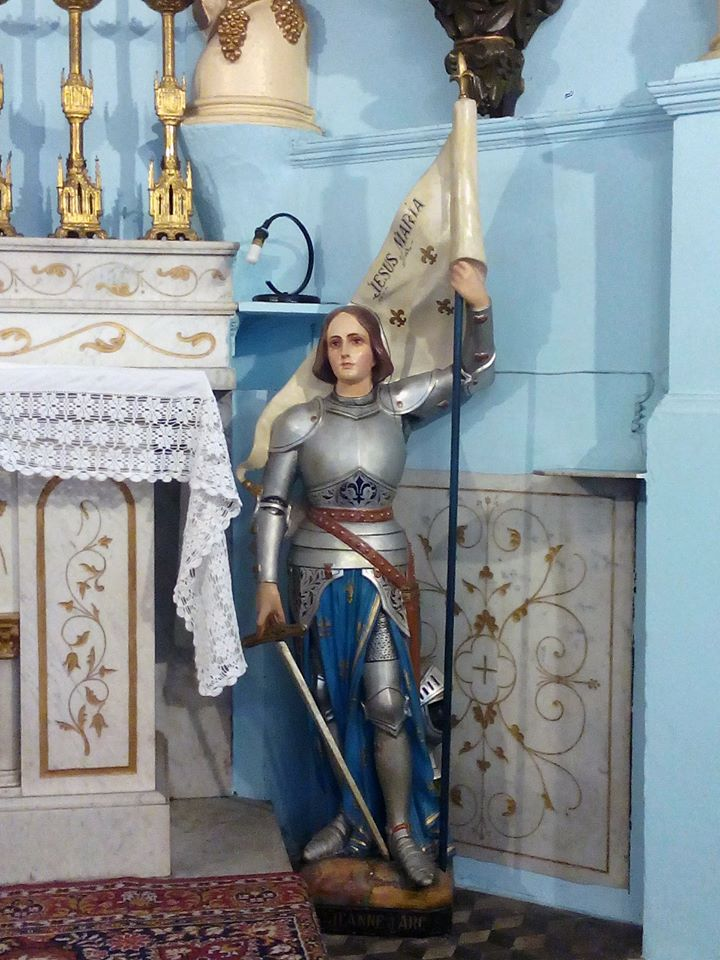
Statue de Jeanne d'Arc dans l'église.
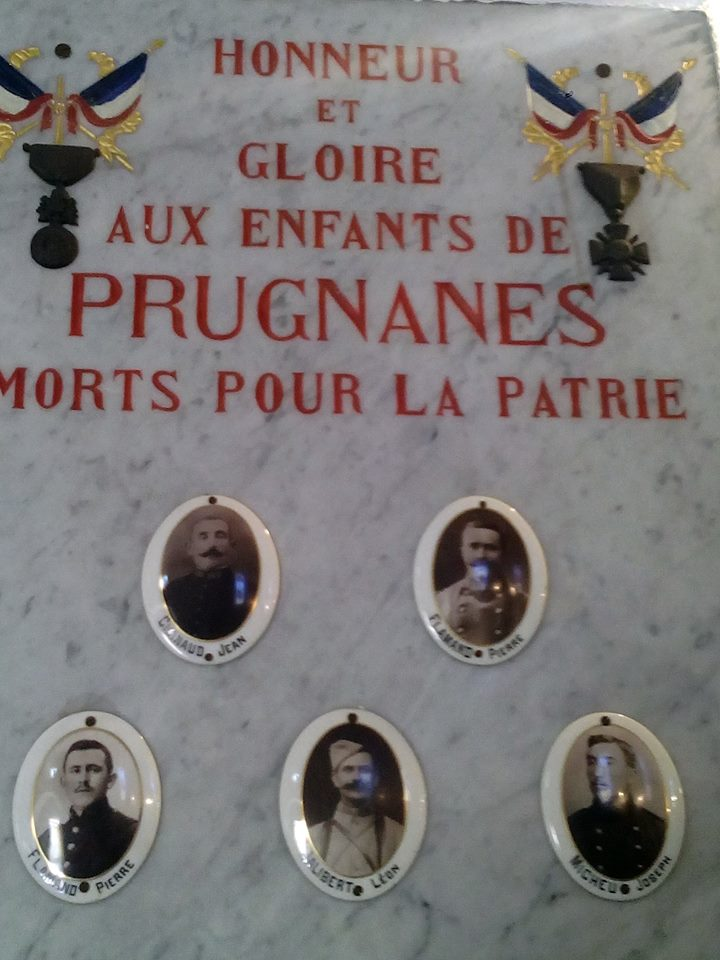
Monument aux morts dans l'église.

### Héraldique
| Blason de Prugnanes | Blason  | D'or à trois losanges de sinople.      |
| Blason de Prugnanes | Détails | Attribué par Charles d'Hozier en 1696. |